# Estadio Conmemorativo Rizal
El estadio conmemorativo Rizal es un estadio multiusos situado en Manila, Filipinas, especialmente utilizado para fútbol y atletismo. Desde los años 1930 ha albergado los principales campeonatos de fútbol locales y algunos partidos internacionales.
El estadio fue la sede de su primera prueba internacional de rugby cuando Filipinas acogió el Torneo de las Naciones de Asia I de 2012, que funciona como un torneo de clasificación para la Copa Mundial de Rugby 2015. Los postes se levantaron apenas unos días antes del torneo.

## Eventos deportivos
- 1934 Far Eastern Games
- 1954 Juegos Asiáticos
- 1966 AFC Campeonato Juvenil
- 1970 AFC Campeonato Juvenil
- 1981 Juegos del Sudeste Asiático
- 1991 Juegos del Sudeste Asiático
- 1993 Campeonato Asiático de Atletismo
- 2003 Campeonato Asiático de Atletismo
- 2005 Juegos del Sudeste Asiático (Atletismo)
- 2012 Copa de la Paz de Filipinas
- 2012 AFF Suzuki Cup semifinales
- 2022 Campeonato Femenino de la AFF

## Conciertos
El 4 de julio de 1966, The Beatles realizaron dos conciertos con entradas agotadas. Tokio y Manila fueron las dos únicas ciudades asiáticas en las que tocaron. La asistencia conjunta fue de 80.000 personas de las cuales 50.000 asistieron al concierto nocturno. Fue el segundo mayor concierto en cuanto a asistencia de The Beatles.